# Sotla
Die Sotla (deutsch Sottl, Sottla oder Sattelbach, kroatisch Sutla) ist ein etwa 90 km langer, linker Nebenfluss der Save und bildet fast über seinen gesamten Verlauf, vom Ursprung bis zur Mündung, die slowenisch-kroatische Grenze.

## Geographie

### Verlauf
Die Sotla entspringt auf dem Ortsgebiet der weitverstreuten Siedlung Log in der Gemeinde Rogatec/Rohitsch in Slowenien. Der Quellbereich liegt an den südlichen Hängen, unterhalb der beiden höchsten Bergkuppen, Maceljska gora (718 m. i. J.) und Veliki Belinovec (717 m. i. J.), des bewaldeten Grenzgebirges Macelj/Matzel zu Kroatien.
Vom Ursprung fließt das Gewässer zunächst in südliche Richtung und nimmt etliche Zuflüsse auf. Bereits nach 6 km, beim Dorf Trlično (260 m. i. J.), hat der Bach 420 Höhenmeter zurückgelegt. Ab hier windet sich das Flüsschen, teilweise auch in größeren Schleifen, durch ein abwechslungsreiches Hügelland, in westliche Richtung. Etwa 3 km hinter dem einstigen Marktflecken Rogatec/Rohitsch (220 m. i. J.) ändert das Gewässer seinen Lauf und fließt gemächlich nach Süden, bis es Podčetrtek/Windischlandsberg, den Hauptort im oberen Sotlatal, erreicht.
Von hier ab, schlägt der Fluss eine leichte südöstliche Richtung ein und zieht in mehr oder weniger ausgedehnten Mäander durch eine hügelige Weingartenlandschaft, die seit Einsetzen des Fremdenverkehrs vor zwanzig Jahren Sotelsko oder Posotelje genannt wird. Unterhalb der Ortschaft Kunšperk/Königsberg passiert der Fluss eine 2 km lange, durch die beiden bewaldeten Bergrücken, Zelenjak (507 m. i. J.) und Cesargradska gora (509 m. i. J.) gebildete, enge Schlucht.
Nach Verlassen der Talenge wendet die Sotla ihren Lauf nach Süden und durchfließt ruhig und langsam die weinreiche Landschaft von Bizeljsko/Wisell. Begleitet wird sie dabei von struppigem Buschwerk, schlanken Pappeln und knorrigen Weiden. Etwa 2 km südlich der Ortschaft Rigonce/Riegelsdorf, in der Gemeinde Brežice/Rann, mündet die Sotla auf einer Höhe von 135 m. i. J. in die Save.

### Einzugsgebiet und Nebengewässer
Das Einzugsgebiet der Sotla beträgt etwa 581 Quadratkilometer. Davon entfallen auf Slowenien 451 Quadratkilometer und auf Kroatien 130 Quadratkilometer.
Die wichtigsten Bachzuläufe (Bach = slow. Potok) und Nebengewässer vom Oberlauf zur Mündung sind:
- Rechte Zuflüsse aus Slowenien: Žahenberški potok, Draganja, Odenca, Teršnica, Ločnica, Mestinjščica, Olimski potok, Golobinjski potok, Buča, Bistrica, Bizeljski potok, Dramlja, Šica, Negot.

- Linke Zuflüsse aus Kroatien: Brezna, Skoritna.

Aus der Karte der Steiermark von Georg Matthäus Vischer 1678. Der Grenzfluss Sottla zwischen Steiermark und Kroatien, vom Ursprung bis zur Mündung.

## Geschichte
Der Fluss wird erstmals, am 15. April 1016 in einer von Kaiser Heinrich II. in Bamberg ausgestellten Schenkungsurkunde, an den Grafen Wilhelm vom Sanngau, mit der Bezeichnung Zôtle genannt. Kaiser Konrad II. bestätigte dem Grafen Wilhelm diese Schenkung am 30. Dezember 1028 in Augsburg, wobei der Fluss als Zontlae erwähnt wird. Demnach wurde bereits damals die Grenze an der Sottla geschaffen. Zunächst zwischen der Mark an der Sann, als Teil des Heiligen Römischen Reiches und dem Kroatischen Königreich, später mit dem Königreich Ungarn.
Nach dem Tode des Grafen Wilhelm im Jahre 1036 fiel das Land an der Sottla als Erbe an seine Gattin Hemma und durch sie kamen die Ländereien im Jahre 1043 zur Ausstattung an das Frauenkloster Gurk, bzw. an das später dort errichtete Bistum Gurk.
Im Jahr 1980 wurde kurz vor der Mündung der Mestinjščica bei Vonarje ein Stausee an der Sotla errichtet. Er sollte einerseits zur Verringerung von Hochwasserspitzen beitragen, wie auch Möglichkeiten für Bewässerung, Fischerei und Tourismus bieten. Der Damm hatte eine Höhe von 12 m und eine Länge von 120 m. Der Stausee fasste rund 8,7 Millionen Kubikmeter und war ungefähr 6 km lang und bedeckte eine Fläche von 195 ha. Aufgrund von Problemen mit Wasserverschmutzung und dadurch verursachter Fischsterben im See wurde der See bereits 1988 wieder abgelassen. Es ist geplant, den Stausee in kleinerem Umfang wiederherzustellen.

## Naturschutz
Die Sotla und einige ihrer Nebenflüsse sind als Flora-Fauna-Habitat-Gebiet geschützt und damit Teil des europäischen Schutzgebietsnetzes Natura 2000. Auf slowenischer Seite wurde 2013 das FFH-Gebiet Sotla s pritoki ausgewiesen, auf kroatischer Seite im selben Jahr das FFH-Gebiet Sutla.